# Siennica Różana
Siennica Różana is een dorp in het Poolse woiwodschap Lublin, in het district Krasnostawski. De plaats maakt deel uit van de gemeente Siennica Różana.